# والتر س. روت
والتر س. روت (بالإنجليزية: Walter C. Root)‏ هو مهندس معماري أمريكي، ولد في 8 ديسمبر 1859، وتوفي في 26 يونيو 1925.